# Janqa

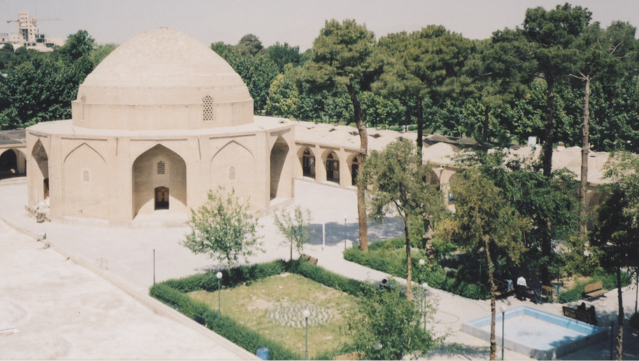
Un ejemplo de un khanqah medieval en Isfahán, Irán.

Una janqa o janga (en persa, خانقاه xânqâh o خانگاه xângâh; pl. خانقاهها xânqâh-hâ; en inglés y francés khanqah), también conocido como un ribat (en persa: رباط‎) es un edificio concebido específicamente para las reuniones de hermandades sufíes o turuq, y es un lugar para el retiro espiritual y la reforma del carácter. En el pasado, y en menor medida en nuestros días, solían servir como albergues para los viajeros sufíes (salik) y para los estudiantes del Islam (talib). Los janqas con frecuencia están situados como anejos a los dargahs (sepulcros de un santo sufí), mezquitas y madrasas (escuelas islámicas). Se encuentran a lo largo del mundo islámico de influencia persa, especialmente en Irán, Asia Central y Asia meridional.
En el mundo árabe, especialmente en África del Norte, se encuentran construcciones similares, conocidas como zāwiyah o zauía (en árabe: زاویه‎, plural zāwiyāt). En Turquía y otras zonas que pertenecieron al Imperio otomano, como Albania y Bosnia-Herzegovina, hay edificios similares llamados tekke o tekye (تكيه takiyah). En el sur de Asia las palabras janqas y darga se usan indistintamente para los mausoleos sufíes.
No se sabe con seguridad cuándo surgió el sufismo como movimiento dentro del Islam, o cuándo se construyeron los primeros janqas. Los propios sufíes hacen remontar su movimiento hasta Mahoma; los historiadores académicos discuten sobre fechas posteriores. Jonathan Berkey escribe:

Uno de los rasgos característicos del sufismo medieval posterior fue la expansión de instituciones conocidas como khanqahs o ribats, complementada por edificaciones e instalaciones que albergaban y apoyaban las actividades de los místicos. Sus orígenes son bastante oscuros, pero probablemente sus raíces se encuentran en el Irán de los siglos IX y X.
Berkey 2003 p. 157

Los janqas se diseminaron posteriormente por todo el mundo islámico, desde Marruecos hasta Indonesia.

## Arquitectura

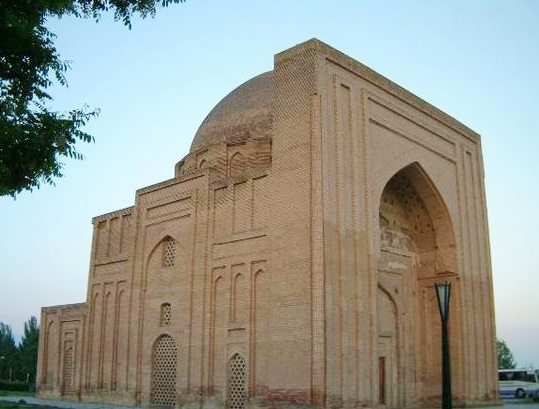
Haruniyeh tumba con el nombre de Harun al-Rashid. Esta edificación, un khanqah, se encuentra en Tus y fue probablemente construida en el. Al-Ghazali está enterrado en ella.

Todos los janqas, independientemente de su tamaño, cuentan con una gran estancia central. Los rituales diarios de la oración que incumben a todos los musulmanes, salat, tienen lugar en dicha estancia, al igual que las formas específicas sufíes de dhikr, meditación y celebración de lo divino.
Los grandes janqas con frecuencia surgieron en torno a la tumba del fundador de una tariqa o el mausoleo de un santo sufí. La ideología wahhabi puede ver estos janqas como lugares que aspiran a un rango de igualdad con Dios todopoderoso, debido a su actitud rigurosa a este respecto. Por parte de quienes defienden estos lugares se argumenta que en la medida en que haya ausencia de cualquier acto ilegal desde el punto de vista islámico, son completamente tolerables.
Algunos janqas incluyen alojamientos para el jeque sufí o pir y para su familia, o celdas para sufíes que desean llevar a cabo su dhikr en tranquilidad y aislamiento. También pueden incluir alojamiento para sufíes y peregrinos que se encuentran de viaje y espacios para obras de caridad, así como hospitales.
Los movimientos sufíes han sido prohibidos desde el siglo XX en algunos países de mayoría musulmana (tales como la secular Turquía, el Irán islamista, la Arabia Saudí de tendencia salafista , o los estados comunistas y post-comunistas de Asia Central). En estos países, los janqas se han destinado a otros fines, se han convertido en museos o han caído en el abandono. En otros países el sufismo permanece y los viejos janqas siguen en uso.

## Janqas destacados
- Hijron Ka Khanqah (Mehrauli, India)
- Khanqah de Baybars II (El Cairo, Egipto)
- Conjunto del Khānegāh y del santuario del Jeque Safi Al Din en Ardebil, declarado Patrimonio de la Humanidad en 2010.